# Alain Bombard
Alain Bombard (ur. 27 października 1924 w Paryżu, zm. 19 lipca 2005 w Tulonie) – francuski lekarz, biolog i polityk, podróżnik, pionier ratownictwa morskiego, eurodeputowany I, II i III kadencji.

## Życiorys
Kształcił się w Lycée Henri-IV i École alsacienne, następnie ukończył studia medyczne na Uniwersytecie Paryskim.
Na początku lat 50. zainteresował się problematyką ratownictwa morskiego. Wysunął teorię, że człowiek może przeżyć na morzu, nie dysponując większymi zasobami. Aby ją potwierdzić, zorganizował samotną wyprawę na kilkumetrowym pontonie „L'Hérétique” z Wysp Kanaryjskich do Barbadosu. Wyruszył 19 października 1952, podróż trwała ponad 60 dni. W jej trakcie żywił się złowionymi rybami i planktonem, pił deszczówkę i niewielką ilość wody morskiej. Swoje przeżycia opisał w książce Naufragé volontaire.
Pracował zawodowo w różnych instytucjach naukowych, publikował kolejne książki. Zaangażował się również w działalność polityczną w ramach Partii Socjalistycznej. Od maja do czerwca 1981 pełnił funkcję sekretarza stanu w resorcie środowiska w rządzie, którym kierował Pierre Mauroy. W tym samym roku objął mandat posła do Parlamentu Europejskiego I kadencji. Z powodzeniem ubiegał się o reelekcję w wyborach w 1984 i 1989, zasiadając w PE do 1994.